# Lavello
Lavello község (comune) Olaszország Basilicata régiójában, Potenza megyében.

## Fekvése
A település az Ofanto folyó völgyében fekszik. Határai: Rionero in Vulture, Canosa di Puglia, Melfi, Minervino Murge, Montemilone, Rapolla, Venosa, Cerignola és Ascoli Satriano

## Története
A település elődjét Labellum néven a daunusok alapították. A középkorban nemesi családok birtokolták. II. Frigyes német-római császár a 11. században püspöki székhellyé nyilvánította. A 19. század elején, amikor a Nápolyi Királyságban felszámolták a feudalizmust, önálló község lett.

## Népessége
A népesség számának alakulása:

## Főbb látnivalói
- a 17. században épült vár (Castello)
- a 18. századi Sant’Anna-templom ókeresztény kriptákkal
- Santa Maria delle Rose-templom
- Santa Maria ad Martyres-templom (12. század)